# Amplitude de probabilité

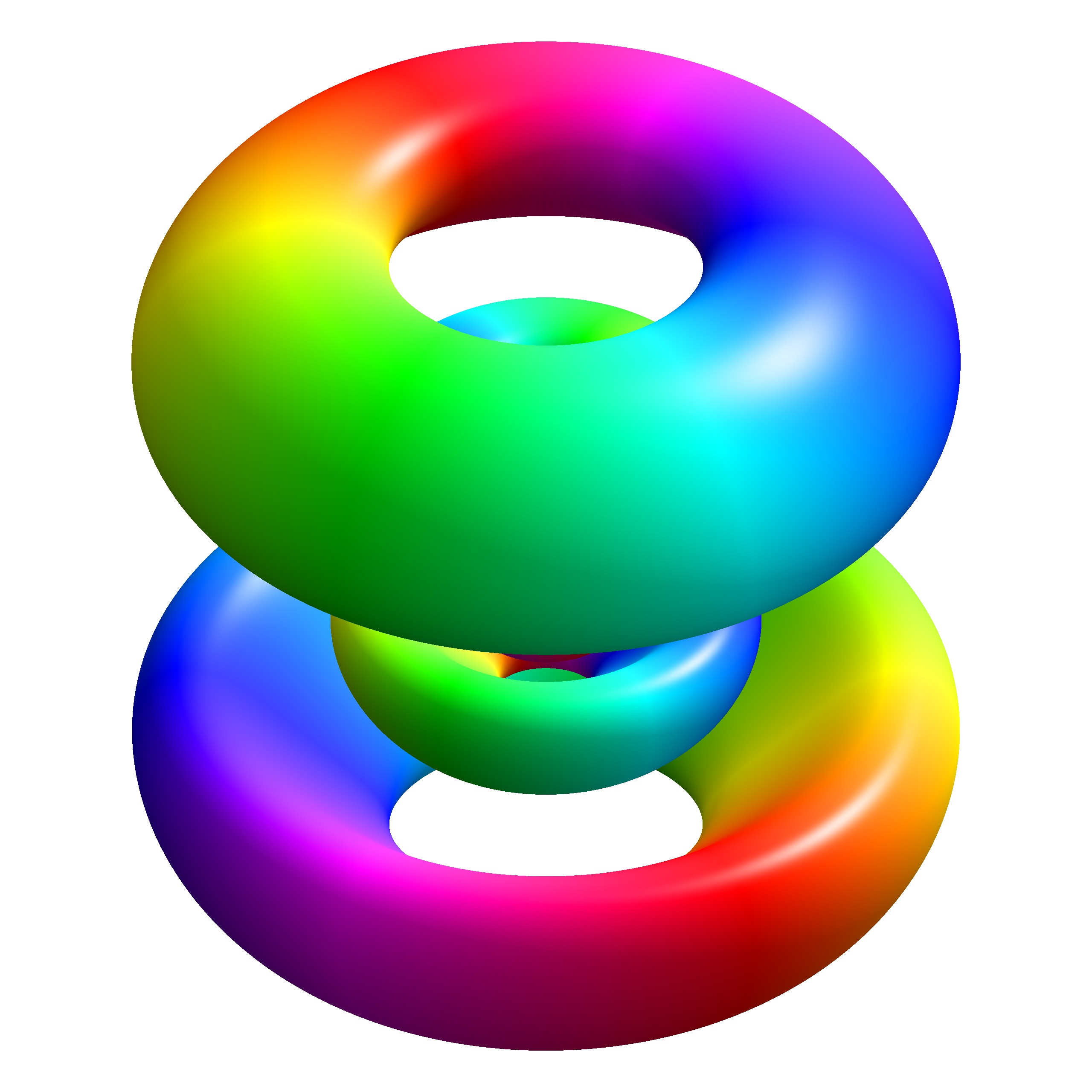
Une fonction d'onde pour un seul électron dans l'orbite atomique 5d d'un atome d'hydrogène. La forme montre les endroits où la densité de probabilité de l'électron est supérieure à une certaine valeur, celle-ci est calculée avec l'amplitude de probabilité. La teinte sur la surface colorée montre la phase complexe de la fonction d'onde.

En mécanique quantique, une amplitude de probabilité est un nombre complexe utilisé pour décrire le comportement d'un système. Le carré de son module donne la probabilité (ou la densité de probabilité) pour que le système soit mesuré dans un état donné.

## Un exemple basique
Dans le cas très simple d'un photon pouvant être polarisé verticalement ou horizontalement, son état peut être écrit ainsi :
{\displaystyle |\psi \rangle =\alpha |H\rangle +\beta |V\rangle }
où :
- {\displaystyle |\psi \rangle } représente un état possible du photon.
- {\displaystyle |H\rangle } et {\displaystyle |V\rangle } représentent les deux états de base (Horizontal et Vertical) pour la polarisation de ce photon.
- et {\displaystyle \alpha } et {\displaystyle \beta } sont les amplitudes de probabilité respectives de {\displaystyle |H\rangle } et {\displaystyle |V\rangle }. Le carré de leur module donne la probabilité d'observer le photon respectivement dans l'état H et dans l'état V.

Par exemple, si le photon est dans l'état {\displaystyle |\psi \rangle ={\sqrt {1 \over 3}}|H\rangle -i{\sqrt {2 \over 3}}|V\rangle }, il a une chance sur trois d'être détecté avec une polarisation horizontale et deux chances sur trois d'être détecté avec une polarisation verticale.

## Description
Soit une particule quantique. On la décrit par une fonction d'onde {\displaystyle \psi :\mathbf {R} ^{3}\rightarrow \mathbf {C} }; cette fonction décrit l'état du système. Dans l'interprétation de Copenhague, l'interprétation majoritairement admise dans la communauté scientifique, on dit que les valeurs de {\displaystyle \psi } représentent des amplitudes de probabilité. Lors d'une mesure de la position d'une particule, la probabilité qu'elle soit dans un volume {\displaystyle V} est donnée par
{\displaystyle \int _{V}|\psi (\mathbf {x} )|^{2}\,\mathrm {d} \mathbf {x} ,}
c'est-à-dire que {\displaystyle |\psi |^{2}} représente la densité de probabilité de présence de la particule.

## Applications
Les amplitudes de probabilités peuvent être décrites avec la notation bra-ket inventée par Paul Dirac.
Si {\displaystyle |\phi \rangle =\lambda _{1}|\phi _{1}\rangle +\lambda _{2}|\phi _{2}\rangle +}... est un état quantique normé, alors l'amplitude de probabilité d'obtenir à la mesure un des états propres ({\displaystyle |\phi _{i}\rangle }) de cet état est le produit scalaire {\displaystyle {|\langle \phi _{i}|\phi \rangle |}^{2}}.

### Amplitudes dans l'expérience des fentes de Young
Dans l'expérience montrant la dualité onde-corpuscule, celle des fentes de Young, on a une source de particules nommée {\displaystyle s}, un détecteur nommé {\displaystyle x} et une paroi avec deux fentes située entre {\displaystyle s} et {\displaystyle x}. La probabilité pour qu'une particule arrive au détecteur vaut le carré du module de l'amplitude de probabilité. L'amplitude pour qu'elle arrive en {\displaystyle x} partant de {\displaystyle s} est donnée par le nombre complexe suivant, en notation bra-ket :
{\displaystyle c=\langle } particule arrive en {\displaystyle x} {\displaystyle \mid } particule part de {\displaystyle s} {\displaystyle \rangle }
ou plus simplement :
{\displaystyle c=\langle x\mid s\rangle }.
La probabilité pour que cette particule se trouve en {\displaystyle x} après avoir quitté {\displaystyle s} est alors :
{\displaystyle |c|^{2}}.
Maintenant, si on prend en compte le fait que la particule peut emprunter deux voies différentes (les deux fentes), l'amplitude du phénomène est alors la somme des amplitudes des deux voies séparées :
{\displaystyle \langle x\mid s\rangle _{Young}=\langle x\mid s\rangle _{fente\ 1}+\langle x\mid s\rangle _{fente\ 2}}.
Enfin, si l'on s'intéresse uniquement au passage par la fente 1, il est possible de détailler les différentes parties du chemin, de {\displaystyle s} à la fente 1 puis à {\displaystyle x}. Les amplitudes correspondantes sont alors multipliées :
{\displaystyle \langle x\mid s\rangle _{fente\ 1}=\langle x\mid 1\rangle \langle 1\mid s\rangle },
ce qui donne pour l'ensemble de l'expérience :
{\displaystyle \langle x\mid s\rangle _{Young}=\langle x\mid 1\rangle \langle 1\mid s\rangle +\langle x\mid 2\rangle \langle 2\mid s\rangle }.